# Vlag van Nord-Pas-de-Calais
De vlag van de voormalige Franse regio Nord-Pas-de-Calais bestaat uit een geel veld, met een zwarte leeuw, rood geklauwd en getongd. 

## Logovlag
Hoewel Nord-Pas-de-Calais haar eigen vlag heeft, gebruikt ook de logovlag op een blauw veld met een hart van geel met een belfort door het midden.

## Geschiedenis
De vlag is gelijk aan het wapen, en is afgeleid op de vlag van de voormalige provincie Frans-Vlaanderen, waartoe de regio historisch behoorde. Evenals is deze vlag ook vergelijkbaar met de vlaggen van het Vlaams Gewest en die van het Noorderdepartement. Deze zijn allemaal geïnspireerd op de vlag van het Graafschap Vlaanderen waar Nord-Pas-de-Calais, Vlaams Gewest en het Noorderdepartement vroeger onderdeel van waren.
De regio maakt na de regionale herindeling per januari 2016 deel uit van de regio Hauts-de-France. Hierdoor is de vlag niet meer in gebruik.

## Blazoenering
De blazoenering van het wapen luidt als volgt:
D'or au lion de sable, armé et lampassé de gueules. 

(NL: In goud een leeuw van sabel getongd en geklauwd van keel)

## Vlaggen

### Vlag(gen) van Nord-Pas-de-Calais
| Vlag               | Datum              | provincie          | Beschrijving                                                        |
| Nord-Pas-de-Calais | Nord-Pas-de-Calais | Nord-Pas-de-Calais | Nord-Pas-de-Calais                                                  |
| ------------------ | ------------------ | ------------------ | ------------------------------------------------------------------- |
|                    | tot 2016           | Nord-Pas-de-Calais | In goud een leeuw van sabel getongd en geklauwd van keel.           |
|                    | 1972-2016          | Nord-Pas-de-Calais | In blauw een hart van goud met een belfort van wit door het midden. |

### Vergelijkbare vlaggen
| Vlag | Datum      | gewest/departement | Beschrijving                                              |
| ---- | ---------- | ------------------ | --------------------------------------------------------- |
|      | 1988-heden | Vlaams Gewest      | Geel met een zwarte leeuw, rood geklauwd en getongd.      |
|      | 1950-2016  | Noorderdepartement | In goud een leeuw van sabel getongd en geklauwd van keel. |

### Historische vlaggen
| Vlag | Datum    | Land                  | Beschrijving                                         |
| ---- | -------- | --------------------- | ---------------------------------------------------- |
|      | 863-1794 | Graafschap Vlaanderen | Geel met een zwarte leeuw, rood geklauwd en getongd. |